# 大卫·李 (加拿大音响工程师)
大卫·李（英語：David Lee，1938年—2008年10月16日）为一位加拿大音讯工程师他曾因芝加哥在第75届奥斯卡金像奖获得了奥斯卡最佳音响效果奖。他自1973年至2008年间参与超过60部电影的制作。

## 精选影视作品
- 芝加哥 (2002)[3]